# Mikko Koivunoro
Mikko Koivunoro (ur. 12 listopada 1971 w Joensuu) – fiński hokeista.

## Kariera
- Karhu-Kissat (1990-1991)
- Jokipojat (1992-1994)
  -  SaPKo (1993)
- Kiekko-Espoo (1994-1997)
  -  Haukat (1995)
  -  SaPKo (1996)
  -  EPS (1993, 1997)
- Krefeld Pinguine (1997-1998)
- SMS Warszawa (1998)[1]
- Podhale Nowy Targ (1998-1999)
- Newcastle Riverkings (1999-2000)
- London Knights (2000-2001)
- Edinburgh Capitals (2001)
- Guildford Flames (2001-2002)
- Nottingham Panthers (2003-2005)

Wychowanek klubu Karhu-Kissat. Do 1997 grał w Finlandii, w tym w lidze SM-liiga. Następnie występował poza granicami kraju, wpierw w Niemczech w Deutsche Eishockey Liga (DEL), następnie w polskiej lidze w barwach Podhala Nowy Targ, odznaczał się wysoką skutecznością. Karierę zakończył w brytyjskiej lidze Elite Ice Hockey League (EIHL).
W czasie gry w Polsce i następnie w Wielkiej Brytanii, grał wspólnie ze swoim wieloletnim przyjacielem, Kimem Ahlroosem. Karierę zakończył w kwietniu 2004. Obecnie jest właścicielem firmy w branży nieruchomości.

## Sukcesy
Klubowe
- Brązowy medal mistrzostw Polski: 1999 z Podhalem
- Challenge Cup: 2004 z Nottingham Panthers